# William Johnson (prawnik)
William Johnson (ur. 27 grudnia 1771 roku w Charleston w Karolinie Południowej – zm. 4 sierpnia 1834 roku w Nowym Jorku) – amerykański prawnik.
Prezydent Thomas Jefferson mianował go 26 marca 1804 roku jednym z sędziów Sądu Najwyższego Stanów Zjednoczonych. Jego kandydatura uzyskała akceptację Senatu 7 maja 1804. Funkcję sędziego Sądu Najwyższego sprawował przez ponad 30 lat aż do śmierci 4 sierpnia 1834 roku.